# Hasan Ferit Alnar
Hasan Ferit Alnar (født 11. marts 1906 i Istanbul – død 1978 i Ankara, Tyrkiet) var en tyrkisk komponist.
Alnar hørte til gruppen The Turkish Five, som var Tyrkiets fem ledende komponister; De fire andre var Cemal Resid Rey,Ahmed Saygun,Ulvi Cemal Erkin og Necil Kazim Akses. 
Alnar var kendt for at være stærkt influeret af sit lands harmoniske strukturer, og blandede vestlig klassisk musik med dette. 
Han har skrevet orkesterværker, cellokoncert, strygekvartet og hans mest berømte værk The Kanun Concerto (1951).

## Udvalgte værker
- Kanun koncert (1944-1951) - for kanun og orkester
- Cellokoncert (1943) - for cello og orkester
- Istanbul (Orkester suite) (1936) - for orkester
- Tyrkisk Suite (1937-1938) – for orkester
- Strygekvartet (1930)